# Craseomys shanseius
Craseomys shanseius és una espècie de mamífer rosegador de la família dels cricètids. És endèmic de la Xina ((Gansu, Hebei, Henan, Hubei, Mongòlia Interior, Pequín, Shaanxi, Shanxi i Sichuan). El seu hàbitat natural són els boscos. És una espècie en risc mínim, és a dir, no sembla que hi hagi cap amenaça significativa per a la seva supervivència. El seu nom específic, shanseius, significa ‘de Shanxi’ en llatí.